# Purasjärvi (sjö i Keuru, Mellersta Finland)
Purasjärvi är en sjö i kommunen Keuru i landskapet Mellersta Finland i Finland. Arean är 42 hektar och strandlinjen är 5,26 kilometer lång. Sjön  ingår i Kumo älvs huvudavrinningsområde.   Den ligger omkring 81 kilometer väster om Jyväskylä och omkring 260 kilometer norr om Helsingfors. 